# Jade Ewen
Jade Ewen, född 24 januari 1988 i London, Storbritannien, är en engelsk sångerska och skådespelerska. 
Jade Ewen har en förälder som är helt blind och en annan som är halvt blind och helt döv och har under de tidiga tonåren fungerat som assistent åt sina föräldrar. 
Förutom musiken har hon även satsat på skådespelarkarriären; hon har bland annat haft roller i engelska TV-serier som The Bill och Casualty. Hon hade också under några år en huvudroll i den australiska serien Out There. Ewen har tidigare varit medlem i R&B-gruppen Trinity Stone. Den 31 januari 2009 vann Jade Ewen den brittiska uttagningen till Eurovision Song Contest 2009 med bidraget "It's My Time", skrivet av Andrew Lloyd Webber. Låten kom på femte plats i finalen i Moskva den 16 maj 2009. I september 2009 meddelade popgruppen Sugababes att Jade Ewen hade blivit gruppens nya tredje medlem; några månader senare medverkade Ewen i Sugababes nya video till låten "About a Girl". Gruppen kommer under 2010 att släppa sitt nya album. Jade Ewens debutalbum som solosångerska blir tills vidare inställt så att hon kan fokusera på sin medverkan i bandet.

## Filmografi
- The Bill
- Casualty
- Out There
- Mr Harvey Lights Candles
- Myths

## Diskografi
Singlar
- Got You
- It's My Time
- My Man
- Punching Out